# Cusuma
Cusuma là một chi bướm đêm thuộc họ Geometridae.

## Các loài
- Cusuma vilis (Walker, 1854)